# مايك بريغز (تنس)
مايك بريغز (بالإنجليزية: Mike Briggs)‏ مواليد 6 سبتمبر 1968 في نيوبورت بيتش، هو لاعب كرة مضرب أمريكي سابق بدأ مسيرته كمحترف سنة 1989 وكان يلعب باليد اليمنى. أعلى تصنيف له في الفردي كان المركز الـ 272 في سنة 1991. أعلى تصنيف له في الزوجي كان المركز الـ 37 في سنة 1993.

## النهائيات

### الزوجي: (4)
| الرقم | السنة | الدورة            | الأرضية | الشريك         | المنافس في النهائي                | النتيجة في النهائي |
| ----- | ----- | ----------------- | ------- | -------------- | --------------------------------- | ------------------ |
| 1.    | 1990  | جاكرتا, إندونيسيا | صلبة    | ديفيد هاركنس   | لين بينغ تشاو ساهاريادي ساهاريادي | 6–2, 7–6           |
| 2.    | 1991  | جاكرتا, إندونيسيا | صلبة    | تريفور كرونمان | جون سوليفان فنسنت فان غلدرن       | 5–7, 6–3, 7–5      |
| 3.    | 1991  | سنغافورة          | صلبة    | تريفور كرونمان | ديفيد آدمز سكوت باتريدج           | 6–3, 6–4           |
| 4.    | 1992  | أكادير, المغرب    | ترابية  | تريفور كرونمان | بير هنريكسون أولا جونسون          | 6–1, 6–1           |

## روابط خارجية
- مايك بريغز على موقع رابطة محترفي التنس (الإنجليزية)
- مايك بريغز على موقع الاتحاد الدولي لكرة المضرب (الإنجليزية)
- مايك بريغز على موقع خلاصة التنس.كوم (الإنجليزية)